# غفران بدخشانی
غفران بدخشانی (متولد ۲۶ شهریور ۱۳۶۱) شاعر معاصر تاجیک افغانستانی است.
او در سیزده‌سالگی به هلند مهاجرت کرد و تحصیلاتش تا مقطع دکتری در رشتهٔ فلسفه ادامه داد.

## آثار
- بهار بیداری
- من ایرانم
- نقدی بر ساختار نظام سیاسی در افغانستان
- پشه‌های دُردی‌کش